# Alberto Contrera
Alberto Cirilo Contrera Giménez (Asunción, 14 de octubre de 1992), conocido también por su apodo "Piru", es un futbolista paraguayo. Juega de interior izquierdo y su equipo actual es el Club Sportivo Ameliano de la Primera División de Paraguay.

## Clubes
| Club                   | País      | Año       |
| ---------------------- | --------- | --------- |
| Olimpia                | Paraguay  | 2009-2013 |
| Rubio Ñu (préstamo)    | Paraguay  | 2012      |
| Sportivo Luqueño       | Paraguay  | 2013      |
| General Díaz           | Paraguay  | 2014      |
| Guaraní                | Paraguay  | 2015-2023 |
| Patronato (préstamo)   | Argentina | 2017-2018 |
| River Plate (préstamo) | Paraguay  | 2020-2021 |
| Sportivo Ameliano      | Paraguay  | 2024-act. |

## Palmarés

### Tïtulos nacionales
| Título           | Club    | País     | Año    |
| ---------------- | ------- | -------- | ------ |
| Primera División | Olimpia | Paraguay | 2011-C |
| Primera División | Guaraní | Paraguay | 2016-C |
| Copa Paraguay    | Guaraní | Paraguay | 2018   |

## Distinciones individuales
| Distinción                                                            | Año  |
| --------------------------------------------------------------------- | ---- |
| Máximo asistidor del Torneo Clausura 2024 de Paraguay (9 asistencias) | 2024 |